# Harald I.
Harald I., Harald Modrozub (dánsky Harald Blåtand, cca 911 – cca 986) byl dánský král v letech 958 až 986 a norský král v letech 974 až 986.

## Biografie

### Dánský a norský král
Narodil se jako syn jutského krále Gorma Starého a Thyry Danebod. Na počátku 10. století sídlili na severu Evropy Vikingové v řadě malých království ovládaných klany s králem v čele. Harald se stal králem po svém otci Gormovi; bylo to poprvé, kdy skandinávský král předal svou moc svému synovi, neboť předtím po smrti krále bojovali o moc velmožové mezi sebou.
Harald Modrozub přijal kolem roku 965 křest a tím zavedl v Dánsku křesťanství. Podle legendy váhal, který bůh je silnější – zda Odin, či Ježíš Kristus – a přesvědčil ho německý kaplan Poppo, který přenesl kus železa rozpáleného do červeného žáru holou rukou.
V roce 956 se Harald vmísil do vnitřních věcí Norska, zprvu jako obránce své sestry Gunhildy (vdovy po vyhnaném norském králi Erikovi Krvavé sekyře), později již se záměrem zabrání norského území. To se mu podařilo, ovládl jižní část Norska, zatímco část severní přenechal (nezříkaje se nad ní svrchovanosti) norskému velmoži, jarlu Haakonovi. Král podporoval rovněž normandského vládce Richarda I. Neohroženého ve válce s francouzským králem Ludvíkem IV.
Důležitým aspektem Haraldovy politiky byly pokusy získání nezávislosti na Německu. S tím cílem se v 70. letech 10. století smířil s Obodrity – oženil se s Tovou, dcerou obodritského knížete Mstivoje. Harald plánoval obsazení tzv. Haithabu, zemí nacházejících se ve Šlesvicku, kdysi však kontrolovaných Dánskem. Válka s Německem však skončila pro Dány neúspěšně, v roce 974 císař Ota II. obsadil jižní Jutsko. Později Modrozub podporoval Polabské Slovany za velkého povstání, které vypuklo v roce 983. Také vztahy s norským Haakonem se nevyvíjely pro Haralda výhodně – Haakon odmítl přijetí křesťanství a přerušil vztahy s Dánskem.

### Konec vlády, smrt
Tato situace spolu s návratem předešlé víry v Dánsku velmi oslabila Haraldovu pozici. Již v roce 980 – za otcova života – se králem prohlásil Haraldův syn, Sven Vidlí vous.
| „                 | ... duchem ďábelským podnícen počal kouti mnohé pikle proti otci svému, chtěje ho zbaviti trůnu pod záminkou, že jest stár a nedosti rázný, a pak úplně zničiti v Dánsku vykonané dílo na vinici Páně... | “ |
| — Helmold z Bosau | |   |

Okolo roku 986, po vypuknutí rebelie podněcované Svenovým vychovatelem pohanem Palnatokim, Harold I. zemřel. Místo posledního odpočinku našel v kostele v Roskilde, který nechal vystavět.

### Význam
V průběhu svého panování dbal o rozvoj státu. V Jellingu, kde byli pod mohylou pochováni jeho rodiče, vztyčil bohatě zdobený runový kámen, první svědectví christianizace Dánska, a vystavěl tam i kostel, do kterého nechal přenést ostatky svého otce. Vybudoval rovněž čtyři pevnosti k obraně území svého království. Stavěl i další kostely (nejznámější je v Roskilde, kde ovšem původní dřevěná Haraldova stavba byla nahrazena kamennou budovou, jež byla několikráte přestavěna) a také mosty. Za největší přínos Haraldův se považuje rozšíření křesťanství v severských zemích.

### Manželství a potomci
Harald I. byl ženatý se švédskou princeznou Gyrid Olafsdottir a poté s Tovou, dcerou Mstivoje Obodritského. Z těchto manželství se narodili následující potomci:
- Haakon
- Gunhilda, manželka Palliga, jarla z Devonshiru
- Tyra, manželka 1) švédského konunga Stirbjorna Silného, 2) venédského vládce Burislava 3) norského krále Olafa I. Tryggvasona
- Sven Vidlí vous (960 až 1014), není vyloučeno, že jeho matka byla Haraldova souložnice. Dánský král od roku 985, norský od roku 1002, anglický od roku 1013. 1. manželka Gunhilda († 1013; dcera buď Měška Polského, nebo Burislava Vendského); 2. manželka Sigrid Storråda (Sigrid Hrdá)

### Přídomek
Existuje několik teorií o tom, jak získal svůj přídomek Modrozub. První je založen na tom, že Harald nebyl prototypem seveřana a lidé ho nazývali ‘Blåtand’: ‘Blå’ kvůli jeho tmavé pleti a vlasům, ‘tand’ pak znamená velký člověk (ve staré norštině blá – modrý mělo též význam černý nebo tmavý; proto arabské kupce nazývali Vikingové blámenn, což lze přeložit jako tmaví lidé). Při překladu do angličtiny se ‘Blåtand’ interpretovalo jako Bluetooth (modrý zub). Další hypotéza předpokládá, že přídomek Modrozub dostal pravděpodobně od zčernalého zubu, který si poranil zřejmě v nějaké potyčce, nebo který mu ztmavl v důsledku mrtvice. Také se uvažuje o tom, že přídomek získal kvůli zubům, jež měly namodralé zabarvení v důsledku fetální erytroblastózy. Za jeho života ho okolí raději takto nenazývalo; přídomek zřejmě získal až později.

### Bluetooth
Více než tisíc let po smrti Haralda I. společnost Ericsson podle jeho přídomku Modrozub, (anglicky Bluetooth) pojmenovala novou technologii – Bluetooth. Název má být výrazem toho, že podobně jako Harald využil svých diplomatických schopností k tomu, aby válčící kmeny přistoupily k diskusi a ukončily vzájemné rozepře, slouží tato technologie k usnadnění vzájemné komunikace.

### Runové kameny v Jelling

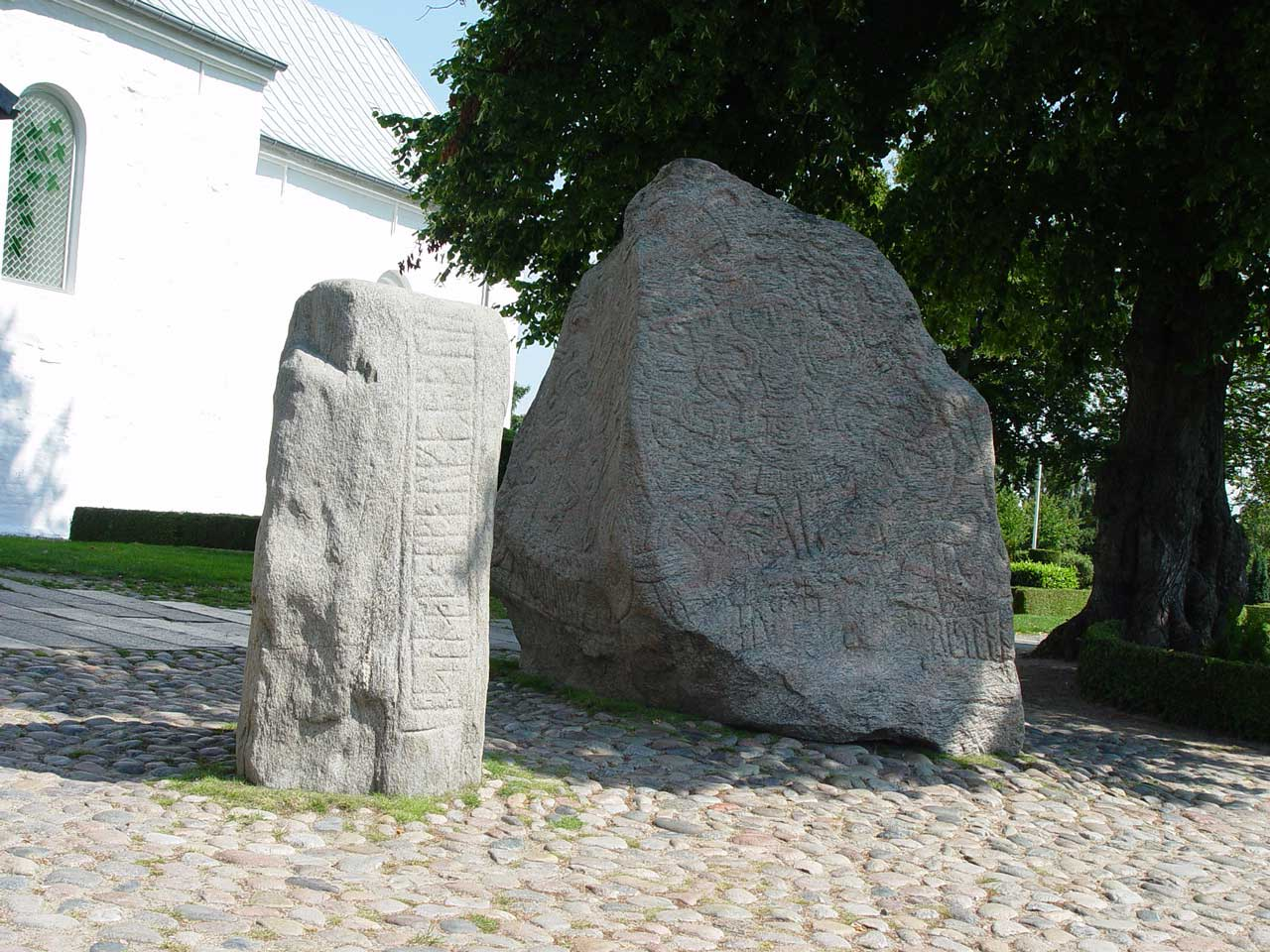
Gormův a Haraldův
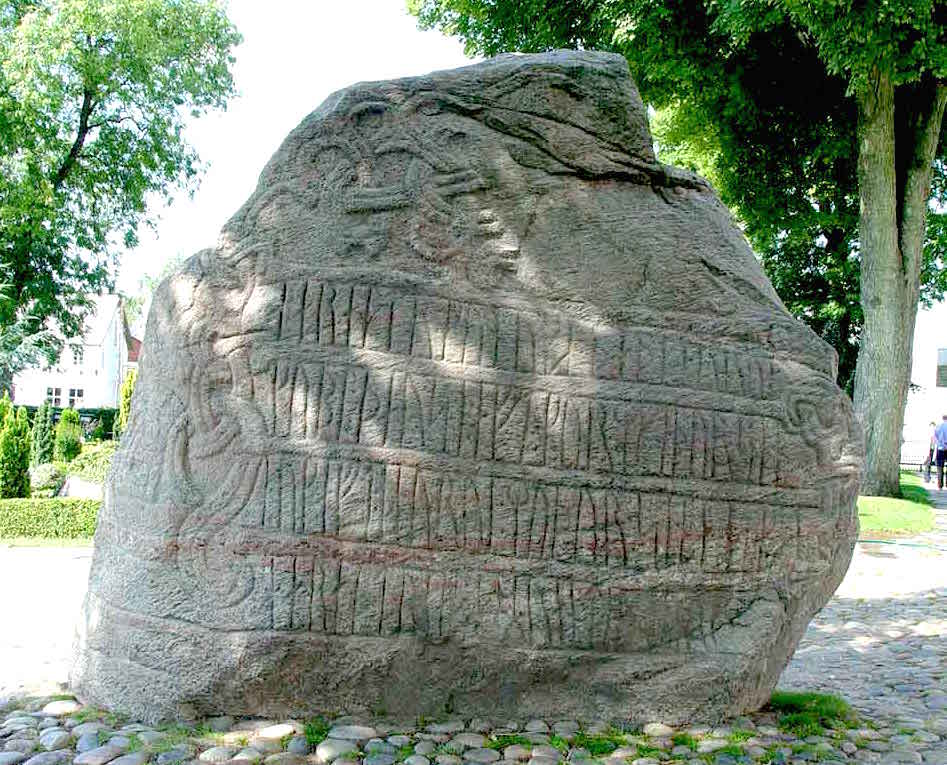
Haraldův
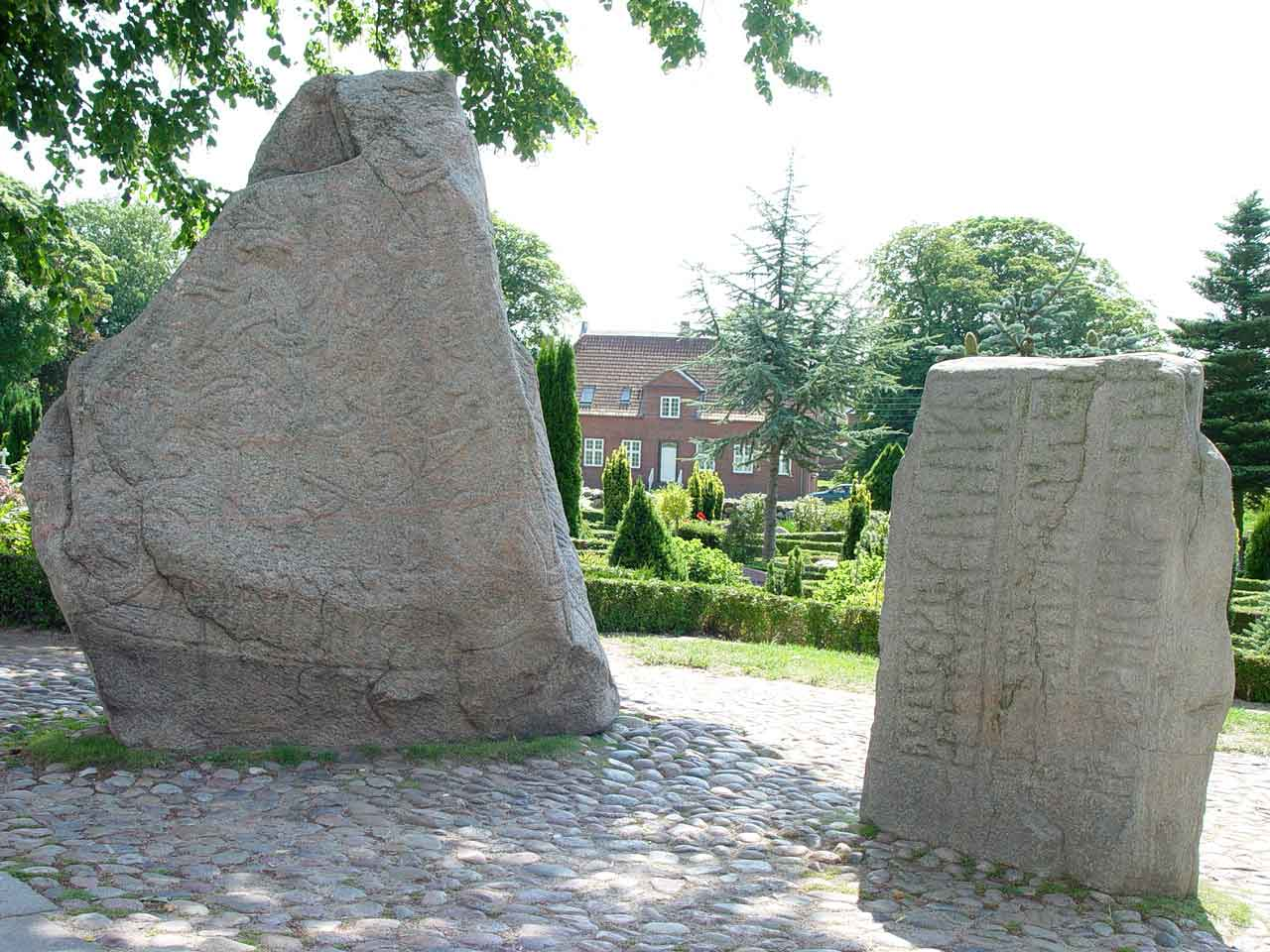
Haraldův a Gormův